# 小店街道
小店街道，是中华人民共和国山西省太原市小店区下辖的一个乡镇级行政单位。

## 行政区划
小店街道下辖以下地区：
通达街社区、康宁街社区、汾东南路社区、永康北路社区、大村社区、巩家堡社区、恒大社区、人民南路社区、小店村、李家庄村、孙家寨村、贾家寨村、杜家寨村、宋环村、温家堡村、东桥村和西桥村。